# Oreotrochilus estella
Oreotrochilus estella là một loài chim trong họ Chim ruồi.